# Via Francesco Caracciolo

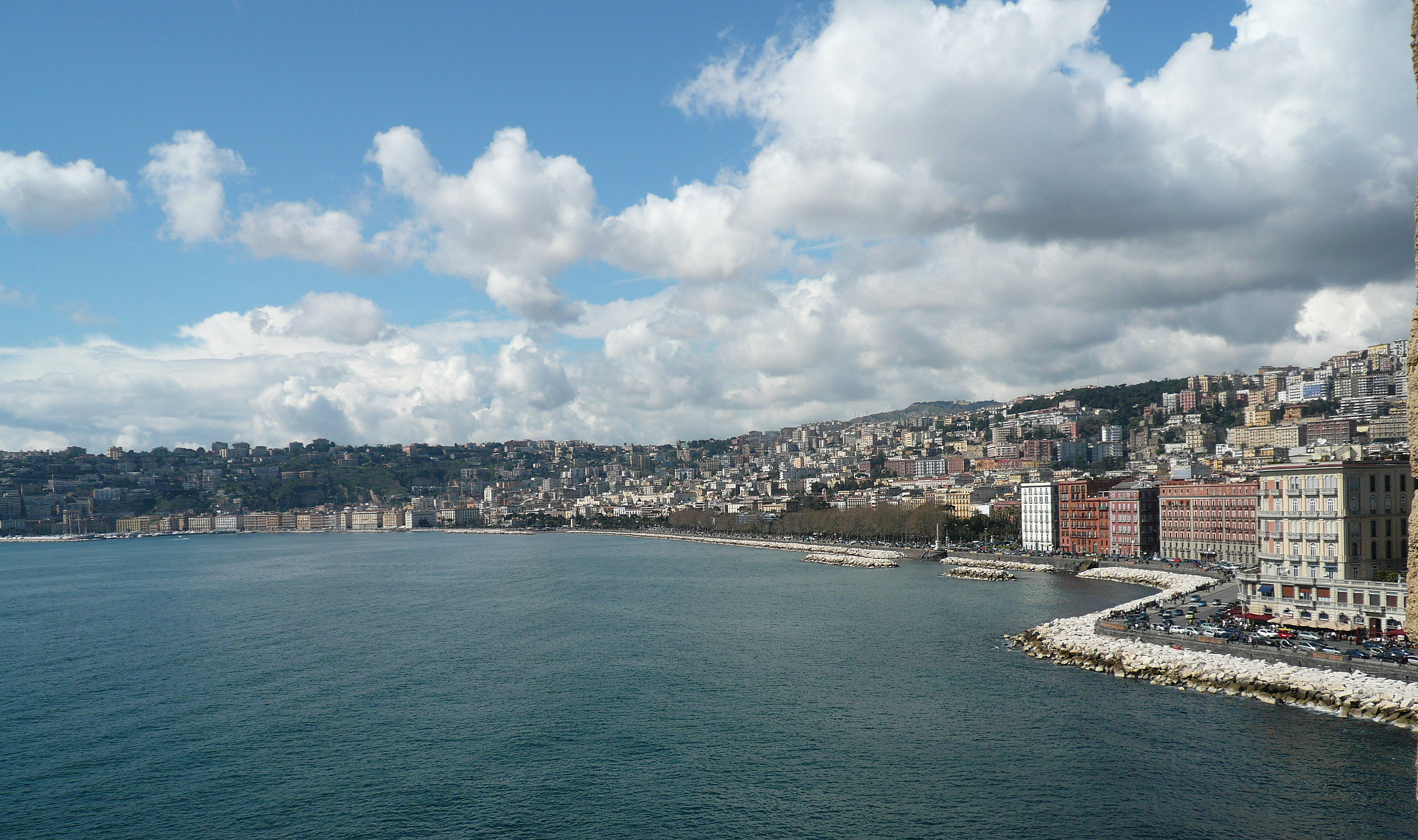
Panoramica di via Caracciolo da Castel dell'Ovo

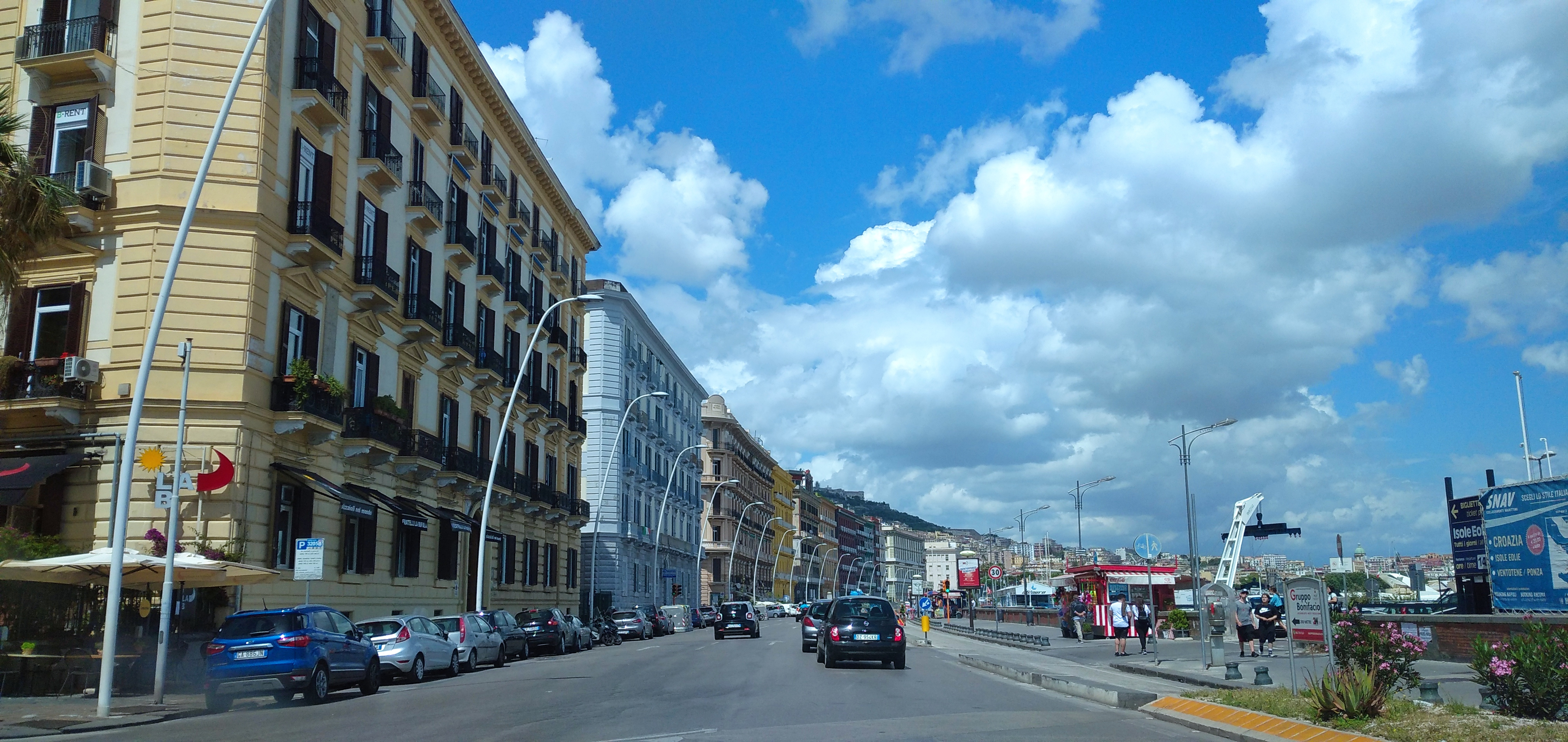
Lato occidentale

Via Caracciolo è una lunga ed ampia promenade di Napoli, che, fiancheggiando il Parco della Villa Comunale e la Riviera di Chiaia, costituisce (con via Nazario Sauro, via Partenope e via Acton) parte del lungomare della città.

## Storia e descrizione
Il suo nome ricorda l'ammiraglio Francesco Caracciolo, eroe della Repubblica Partenopea, impiccato nel 1799 da Nelson all'albero maestro della sua nave e gettato nelle acque del Golfo di Napoli, il cui cadavere riemerse e fu raccolto sul litorale di Santa Lucia.
Creata su una colmata nel 1869-80, la grande strada è considerata una delle più belle litoranee del mondo, e corre fino a Mergellina con visioni panoramiche sulla città e sulle colline del Vomero e di Posillipo.
È separata dal mare solo da alcune scogliere artificiali, che hanno preso il posto delle antiche spiagge di cui restano solo alcuni frammenti in prossimità delle rotonde; un progetto del Comune di Napoli prevede per il futuro la ricostituzione dell'arenile.
Dotata di ampi marciapiedi, veniva chiusa al traffico e dedicata allo svago dei cittadini la domenica. Attualmente, la strada è aperta al transito veicolare in entrambe le direzioni con due corsie per senso di marcia con annessa pista ciclabile sul lato mare. Il tratto di strada che va da Piazza della Repubblica fino alla confluenza di Viale Dohrn (comunemente chiamata "rotonda Diaz"), è dal 6 maggio 2013 area pedonale.
A metà percorso si apre la rotonda Diaz, un ampio spazio circolare detto così per la presenza del monumento equestre al generale Armando Diaz affiancato da due grandi fontane circolari. Il monumento, progettato dall'architetto Gino Cancellotti in collaborazione con lo scultore Francesco Nagni, fu inaugurato il 29 maggio 1936.